# Gerbstedt
Gerbstedt település Németországban, azon belül Szász-Anhalt tartományban. Lakosainak száma 6730 fő (2023. december 31.). Gerbstedt Klostermansfeld, Mansfeld, Seegebiet Mansfelder Land, Arnstein, Hettstedt, Salzatal, Könnern, Lutherstadt Eisleben és Wettin-Löbejün községekkel határos.

## Népesség
A település népességének változása:
| Lakosok száma | 7180 | 7110 | 6881 | 6790 | 6730 |
|               | 2017 | 2019 | 2021 | 2022 | 2023 |